# Orange Pekoe

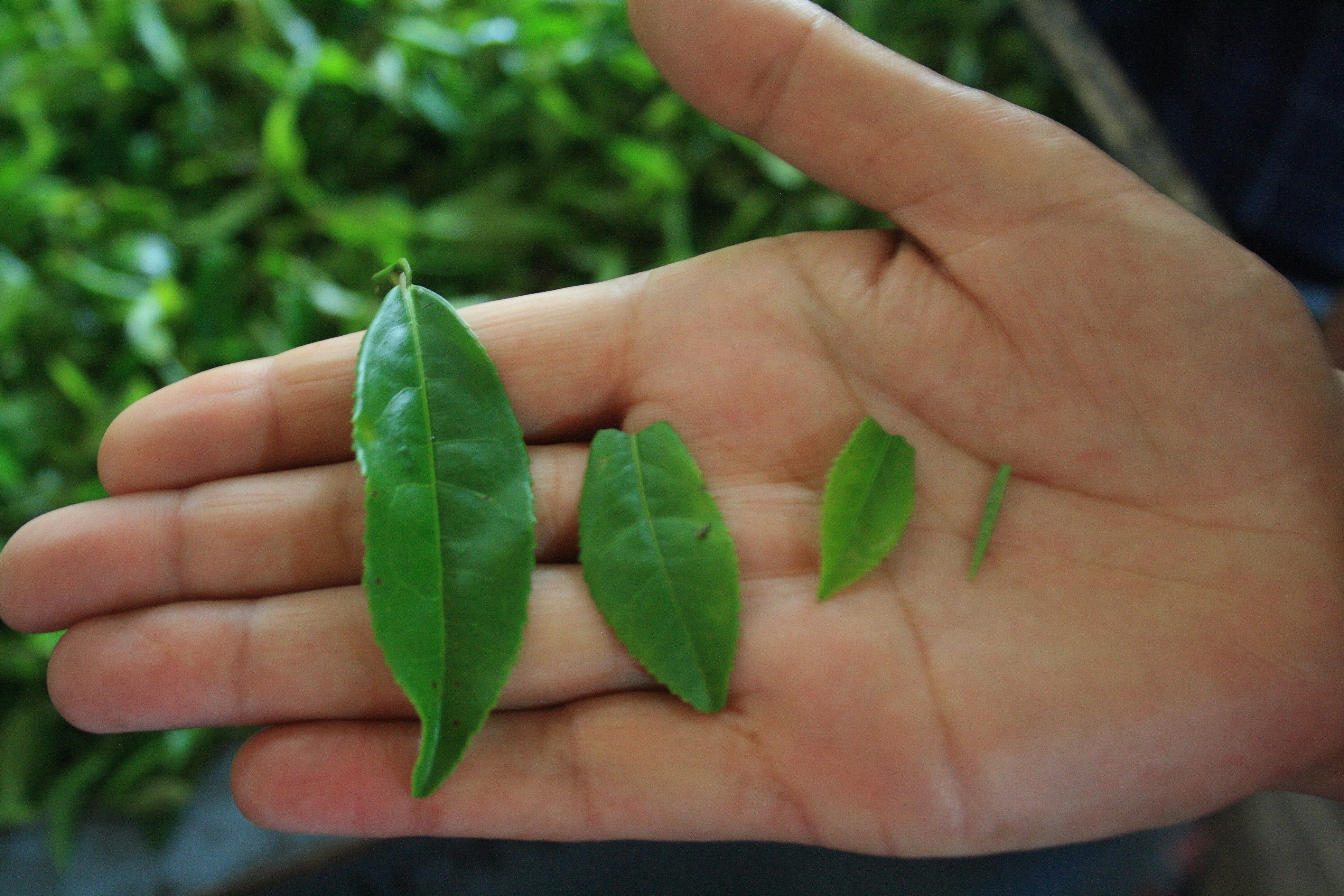
Frische Teeblätter unterschiedlicher Größen. Je kleiner die Blätter, desto höher wird der Preis pro Gramm.

Orange Pekoe [ˈɒrɪndʒ ˌpiːkəʊ] ist ein Blattgrad, d. h. eine Kategorienbezeichnung, die für die Sortierung von Blatt-Tee verwendet wird, um sie nach der Größe zu sortieren.
Hierbei handelt es sich ausschließlich um schwarzen Tee, der bereits geerntet und getrocknet wurde.
Je nach Blattgröße kommen weitere Spezifizierungen hinzu, die alle standardisiert sind. 
Der Begriff Orange Pekoe wird in der Tee-Industrie für einen schwarzen Tee mit ganzen Blättern (Blatt-Tee) mittlerer Größe verwendet.
Im allgemeinen Sprachgebrauch wird Orange Pekoe oft fälschlicherweise als eine eigene Teesorte ausgelegt oder generell für schwarzen Tee benutzt.
Damit ein schwarzer Tee nach diesem System sortiert werden kann, müssen frisch geerntete Knospen zusammen mit jungen Teeblättern mit Hilfe eines Siebs vermessen werden. Dabei wird nicht nur die Größe ermittelt, sondern auch, ob die Blätter noch ganz sind oder bereits gebrochen. Dies sagt allerdings noch nichts über die Qualität eines Tees aus.

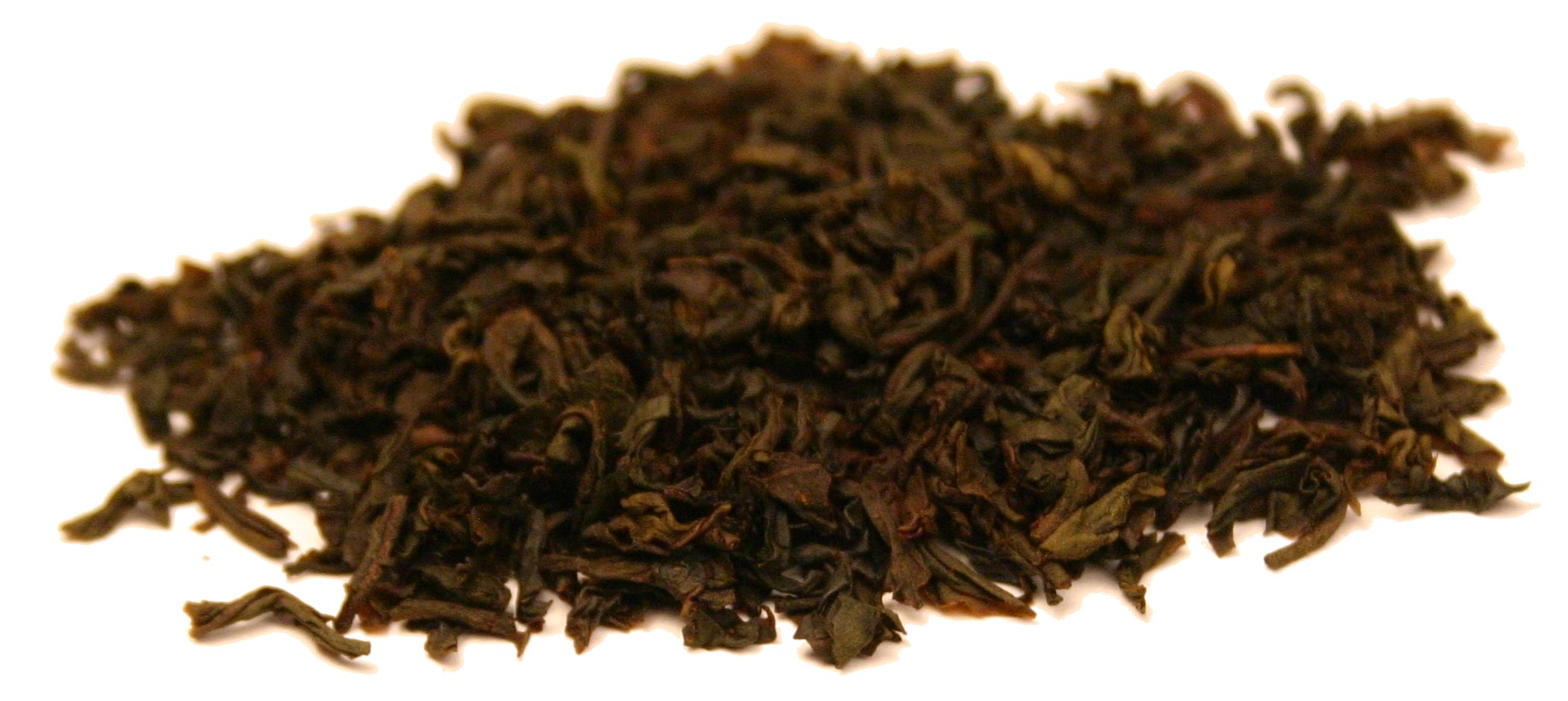
Wilson Ceylon Earl Grey F.B.O.P.(Flowery Broken Orange Pekoe)

Wenn er nicht im Zusammenhang mit schwarzem Tee und dessen Gradbeschreibung steht, bezieht sich der Begriff „Orange Pekoe“ auf die ungeöffnete Teeblattknospe.

## Etymologie
Die Herkunft des Wortes „Pekoe“ ist nicht genau bekannt.
Möglicherweise stammt „Pekoe“ von der falschen Aussprache des chinesischen Ausdrucks für „weißes Haar“ oder „weißer Flaum“ (白毫; ausgesprochen im Amoy-Dialekt: pe̍h-ho), was sich auf den weißen Flaum auf den jungen Teeblättern bezöge.
Die andere mögliche Herkunft wäre der chinesische Ausdruck für „weiße Blume“ (白花; ausgesprochen im Amoy-Dialekt: pe̍h-hoe), was sich auf die Knospen im Orange Pekoe beziehen könnte.
Das Wort „Orange“ wird oft fälschlicherweise darauf bezogen, dass der Tee ein Orangenaroma hätte. Tatsächlich hat das Wort nichts mit dem Geschmack oder Aroma zu tun.
Es gibt drei mögliche Erklärungen für den Bezug zum Tee:
- Das niederländische Königshaus Oranien-Nassau (niederländisch Oranje-Nassau): Die niederländische Ost-Indien-Gesellschaft spielte eine zentrale Rolle bei der Einführung von Tee in Europa und möglicherweise wurde dieser als „Orange“ bezeichnet, als königliche Garantie für dessen Qualität.
- Eine angebliche chinesische Rezeptur, Orangenblüten zu verwenden, um den Tee zu aromatisieren. Dies ist vermutlich nicht richtig, da Blüten überwiegend Grüntees zugefügt werden und es üblicher ist, in solchen Fällen Jasminblüten zu verwenden.
- Die Kupferfarbe eines qualitativ wertvollen oxidierten Teeblattes vor der Trocknung oder die orange Farbe der getrockneten Blätter des fertigen Tees.

## Teegrade
Grundsätzlich gibt es drei Blattgrade:
- Blatt-Tee: Hat meist ein langes, großes Blatt. Schmeckt wenig bitter. Dies ist der Orange Pekoe.
- Broken: kleinere Blätter, die allerdings nicht von selbst gebrochen sind, sondern mechanisch zerkleinert wurden. Sie sind meist dunkler, aber sehr aromatisch im Geschmack.
- Fannings: ca. 1 mm kleine Teeblätter.

Daneben ist Dust die kleinste Aussiebung des Blatt-Tees und nur noch Staub (engl. dust).
Fanning und Dust werden ausschließlich für Aufgussbeutel verwendet. Sie ergeben eine sehr kräftige Tasse, da sie vom Wasser sehr gut und schnell aufgenommen werden. 
Darüber hinaus fügen einige Plantagen noch zusätzliche Bezeichnungen hinzu, die nicht standardisiert sind und das Produkt näher beschreiben sollen. Zum Beispiel: „STGFOP“ – „Special Tippy Golden Flowery Orange Pekoe“.
Die Blattgröße hat keinen Einfluss auf den Geschmack des Tees; dieser ist vielmehr abhängig von Anbaugebiet, Klima, Erntezeitpunkt usw.
Die Standardsortierungen für die drei Blattgrade:

### Handelsübliche Blattsortierung
(in zunehmender Blattgröße):
- OP – Orange Pekoe – der Standard in der Teeproduktion, kann lange Blätter ohne Spitzen enthalten.
- OP sup – Orange Pekoe Superior – hauptsächlich Tee aus Indonesien, ansonsten fast genauso wie Orange Pekoe.
- F OP – Flowery Orange Pekoe – qualitativ hochwertiger Tee mit langen Blättern und wenig Spitzen.
- F OP1 – Flowery Orange Pekoe First Grade – wie F OP, aber nur mit den besten Blättern.
- GF OP1 – Golden Flowery Orange Pekoe First Grade – mehr Anteile an Blattspitzen.
- TGF OP – Tippy Golden Flowery Orange Pekoe – der Tee mit dem höchsten Anteil an Blattspitzen (tippy). Überwiegend aus Assam und Darjeeling.
- TGF OP1 – Tippy Golden Flowery Orange Pekoe – wie oben, aber nur mit den besten Blättern in dieser Kategorie.
- FTGF OP – Finest Tippy Golden Flowery Orange Pekoe – der qualitativ wertvollste schwarze Tee. Oftmals reine Handarbeit und von den besten Plantagen. Enthält etwa ein Viertel Blattspitzen (Tippy).

### Handelsübliche Broken-Sortierung
(in zunehmender Blattgröße)
- BT – Broken Tea – gewöhnlich ein schwarzes, offenes, fleischiges Blatt. Überwiegend aus Sumatra, Sri Lanka und Teilen Süd-Indiens.
- BP – Broken Pekoe – Der häufigste Broken. Er kommt aus Indonesien, Sri Lanka und Süd-Indien.
- BPS – Broken Pekoe Souchong – Bezeichnung für Broken Pekoe aus Assam und Darjeeling.
- FP – Flowery Pekoe – Pekoe hoher Qualität. Gewöhnlich ein gröberes, fleischigeres Blatt aus Sri Lanka, Süd-Indien. Wird auch in einigen Teilen Kenias produziert.
- BOP – Broken Orange Pekoe – Der Standardgrad unter den Broken. Vorherrschend in Sri Lanka, Süd-Indien, auf Java und in China.
- F BOP – Flowery Broken Orange Pekoe – gröber mit einigen Blattspitzen. Aus Assam, Sri Lanka, Indonesien, China und Bangladesch. In Südamerika noch gröberer Broken.
- F BOP F – Finest Broken Orange Pekoe Flowery – der feinste Broken Orange Pekoe. Höherer Anteil an Blattspitzen. Überwiegend aus Sri Lanka.
- G BOP – Golden Broken Orange Pekoe – Tee zweiter Klasse. Unebene Blätter und wenig Blattspitzen.
- GF BOP1 – Golden Flowery Broken Orange Pekoe 1 – wie G BOP, aber die Qualität der Blätter ist besser.
- TGF BOP1 – Tippy Golden Flowery Broken Orange Pekoe 1 – Die Blätter sind von hoher Qualität mit einem hohen Anteil an Blattspitzen.

### Fanning-Sortierung
- PF – Pekoe Fannings
- OF – Orange Fannings – Aus Nord-Indien und einigen Teilen Afrikas und Südamerikas.
- FOF – Flowery Orange Fannings – Üblich in Assam, Duars und Bangladesch. Einige Blätter kommen an die Blattgrößen der kleineren Broken-Sortierungen heran.
- GFOF – Golden Flowery Orange Fannings – Der beste Fanning aus Darjeeling für die Aufgussbeutel-Produktion.
- TGFOF – Tippy Golden Flowery Orange Fannings.
- BOPF – Broken Orange Pekoe Fannings – Überwiegend in Sri Lanka, Indonesien, Süd-Indien, Kenia, Mosambik, Bangladesch und China. Schwarz-blättriger Tee, keine Spitzen.

### Dust-Sortierung
- D1 – Dust aus Sri Lanka, Indien, China, Indonesien, Afrika, Südamerika.
- PD – Pekoe Dust.
- PD 1 – Pekoe Dust 1 – wird hauptsächlich in Indien produziert.